# Newton (Iowa)
Newton – miasto w Stanach Zjednoczonych, w stanie Iowa, siedziba hrabstwie Jasper. W 2000 liczyło 15 579 mieszkańców.